# Лонго, Алессандро
Алессандро Лонго (итал. Alessandro Longo; 30 декабря 1864, Амантея — 3 ноября 1945, Неаполь) — итальянский пианист, композитор и музыковед
. Сын Акилле Лонго (старшего), отец Акилле Лонго (младшего).
Учился в Неаполе у Беньямино Чези (фортепиано) и Паоло Серрао (композиция), с 1887 г. сам преподавал в Консерватории Сан-Пьетро-а-Майелла, с 1897 г. профессор, в последние полтора года жизни её директор. Среди его учеников, в частности, Лия де Барбериис, у Лонго также начинал учиться музыке Франко Альфано. Как пианист Лонго чаще выступал в составе различных камерных ансамблей. В области композиции он оставил ряд фортепианных сочинений и сюиты для фортепиано с солирующим инструментом — альтовую, флейтовую, кларнетную и др.
Лонго известен, прежде всего, тем, что в 1906 г. подготовил и опубликовал практически полное издание клавирных произведений Доменико Скарлатти, до сих пор остающееся стандартным, несмотря на то, что редакции и аппликатуры, сделанные Лонго в соответствии с нормами и представлениями XIX века, были подвергнуты ревизии дальнейшими исследователями (прежде всего, Вальтером Герстенбергом и Ралфом Киркпатриком). Около 400 рукописей Скарлатти были для этого переписаны в архивах Реджо-ди-Калабрия его отцом Акилле Лонго. Редактировал также сочинения Доменико Галло. В 1914 г. основал журнал L’Arte Pianistica (с итал. — «Пианистическое искусство»).